# Isaac Taylor (präst)
Isaac Taylor, född 2 maj 1829, död den 18 oktober 1901, var en engelsk präst och filolog.
Taylor var sedan 1885 domherre i York, skrev värdefulla arbeten om ortnamn (Words and Places, 1864; flera upplagor), om etruskiska språket, vilket han ansåg vara ett agglutinerande icke-ariskt språk (Etruscan Researches, 1874, med mera), samt om olika alfabets upprinnelse. I Greeks and Goths, a Study on the Runes (1879) vill han visa, att runorna utvecklats ur ett tidigt grekiskt alfabet, som goterna vid Weichsel erhållit från grekiska kolonier vid Svarta havet, och i det stora arbetet The Alphabet (2 band, 1883, ny reviderad upplagan 1901) leder han alla alfabet tillbaka till en primitiv skrift, som fenicierna skulle ha utvecklat ur egypternas hieratiska skrift. Taylor kallades till hedersdoktor i Edinburgh 1879 och i Cambridge 1885.